# Harrow School
La Harrow School è una scuola privata maschile situata ad Harrow, quartiere nel nord-ovest di Londra, capitale del Regno Unito. La scuola ha anche una sezione pubblica che è attiva come collegio scolastico.
La scuola è stata fondata attorno al 1243, ma la concezione e funzionalità attuale è stata formalmente istituita con una patente regia della regina Elisabetta nel 1572 in favore del fondatore John Lyon.
Harrow è una delle dieci scuole originariamente regolate dal Public Schools Act 1868 emanato dal Parlamento del Regno Unito nel 1868.
Hanno studiato nell'istituto vari personaggi di rilievo, fra cui sette ex Primi Ministri britannici: Aberdeen, Perceval, Goderich, Peel, Palmerston, Baldwin e Churchill, nonché l'ex primo ministro indiano, Jawarhalal Nehru; numerosi ex ed attuali membri di entrambe le camere del Parlamento del Regno Unito, diversi membri di varie famiglie reali, tre premi Nobel e molte figure di spicco nelle Arti e nelle Scienze.
Al 2014 la scuola conta circa 800 alunni di età compresa tra i 13 e i 18 anni.

## Storia

### La Fondazione
La Harrow School è stata formalmente istituita con una patente regia della regina Elisabetta nel 1572 in favore del fondatore John Lyon, esistono tuttavia prove dell'esistenza di una precedente struttura scolastica, generalmente datata attorno al 1243.
La Scuola fu inizialmente fondata da John Lyon per fornire un'istruzione gratuita per 30 (in seguito estesasi a 40) ragazzi poveri della locale parrocchia. Tuttavia venne presto permesso di accettare anche "stranieri", ovvero ragazzi provenienti da località poste al di fuori della parrocchia, quest'ultimi contribuivano alla funzionalità dell'edificio attraverso un sistema di tasse.
La necessità di trovare una sistemazione a questi ragazzi portò alla creazione del moderno sistema collegiale.
Come era consuetudine per le scuole del tempo, l'istruzione era basata sullo studio delle lingue e culture classiche, in particolar modo quelle delle antiche civiltà di Roma e della Grecia.
Quando la reputazione della scuola crebbe durante il XIX secolo, il numero di alunni stranieri aumentò, le famiglie locali allo stesso modo divennero sempre più riluttanti ad imporre ai loro figli un'educazione di stampo classico e con il tempo il numero di questi alunni diminuì.
Venne perciò fondata la John Lyon School, istituto di stampo maggiormente moderno ed ancora oggi attivo e facente parte della Harrow School Foundation.

### Gli Edifici
Fu solo dopo la morte della mogile di Lyon nel 1608 che iniziò la costruzione del primo edificio scolastico. Conosciuto come Old School, fu completato nel 1615 ed ancora oggi visibile, nonostante nel corso degli anni sia stato soggetto ad ampliamenti ed ammodernamenti, il più importante fu opera dell'architetto Charles Cockerell nel 1818.
La maggior parte delle Case che compongono l'istituto sono state edificate in epoca Vittoriana, quando il numero dei ragazzi presenti ad Harrow aumentò drasticamente.
È presente inoltre il War Memorial, una struttura a ricordo degli ex alunni caduti durante la Prima Guerra Mondiale. L'edificio fu progettato da Sir Herbert Baker e completato nel 1926.

## Tradizioni Scolastiche

### Uniforme
L'uniforme di tutti i giorni per i ragazzi presenti ad Harrow, consiste in una giacca blu scuro conosciuta come "bluer" e pantaloni grigio chiaro noti come '"greyers". Abbinati a questi elementi sono indossati anche una camicia bianca, cravatta nera, scarpe nere ed a discrezione degli alunni anche un maglione di colore blu.
Il noto copricapo, consistente invece in un cappello di paglia ornato da una banda blu scura. Esso ha una forma simile a un boater, ma rispetto ad esso è meno profondo.

### Residenze
Nell'Istituto, sono presenti 12 residenze, nelle quali i ragazzi sono divisi. In ognuna di esse trovano alloggio 7 ragazzi.
Ognuna delle presenti case è dotata di strutture e tradizioni proprie. Esse competono l'una contro l'altra in differenti competizioni sportive durante l'anno scolastico.

### Sport
Il gioco dello Squash (in origine chiamato Squasher) fu inventato ad Harrow intorno al 1830, diventando presto una disciplina praticata in tutto il mondo.
Una partita di cricket annuale ha luogo tra Harrow e Eton College presso il Lord’s Cricket Ground dal 1805. È considerato uno degli appuntamenti più longevi ed antichi del mondo.
Ad Harrow inoltre si pratica uno stile di football personalizzato denominato in seguito Harrow Football.

## Nei media
Alla Harrow School sono state girate alcune scene del film Harry Potter e la pietra filosofale (2001).
La Harrow School è stata frequentata anche dal personaggio televisivo Brett Sinclair della serie The Persuaders (1971-1972) interpretato da Roger Moore come si può vedere nella sigla della serie, in italiano "Attenti a quei due".